# Bogatki
Bogatki is een plaats in het Poolse district  Piaseczyński, woiwodschap Mazovië. De plaats maakt deel uit van de gemeente Piaseczno en telt 504 (04.01.2008) inwoners.